# Top 14 2014-15
El campeonato de rugby XV de Francia de 2014-15, más conocido como Top 14 2014-15 fue la 116.ª edición del campeonato francés de rugby union. En este campeonato se enfrentan los catorce mejores equipos de Francia.

## Equipos participantes
| Equipo               | Ciudad                   | Estadio                                        | Capacidad     |
| -------------------- | ------------------------ | ---------------------------------------------- | ------------- |
| Bayonne              | Bayona                   | Stade Jean Dauger                              | 17.000        |
| Bordeaux Bègles      | Burdeos                  | Stade Chaban-Delmas (Burdeos) Stade André Moga | 34.700 10.000 |
| Brive                | Brive-la-Gaillarde       | Stade Amédée-Domenech                          | 16.000        |
| Castres Olympique    | Castres                  | Stade Pierre-Antoine                           | 11.500        |
| Clermont Auvergne    | Clermont-Ferrand         | Parc des Sports Marcel Michelin                | 18.030        |
| Grenoble             | Grenoble                 | Stade Lesdiguières                             | 12.000        |
| La Rochelle          | La Rochelle              | Stade Marcel-Deflandre                         | 15.000        |
| Lyon                 | Lyon                     | Matmut Stadium                                 | 11.805        |
| Montpellier          | Montpellier              | Altrad Stadium                                 | 14.700        |
| Oyonnax              | Oyonnax                  | Stade Charles-Mathon                           | 11.400        |
| Racing Métro 92      | Colombes                 | Stade Yves-du-Manoir                           | 14.000        |
| Stade Français Paris | Paris                    | Stade Jean-Bouin                               | 20.000        |
| Toulon               | Tolón                    | Stade Mayol                                    | 15.400        |
| Toulouse             | Toulouse (Haute-Garonne) | Stade Ernest-Wallon                            | 19.500        |

## Clasificación
Actualizado a últimos partidos disputados el 23 de mayo de 2015 (26.ª Jornada).
|    | Club           | J  | G  | E | P  | PF  | PC  | Dif. | TF | TC | PBO | PBD | Puntos |
| -- | -------------- | -- | -- | - | -- | --- | --- | ---- | -- | -- | --- | --- | ------ |
| 1  | Toulon         | 26 | 16 | 0 | 10 | 740 | 525 | +215 | 81 | 52 | 7   | 5   | 76     |
| 2  | Clermont       | 26 | 16 | 1 | 9  | 630 | 464 | +166 | 58 | 40 | 5   | 4   | 75     |
| 3  | Toulouse       | 26 | 16 | 0 | 10 | 573 | 504 | +69  | 53 | 37 | 3   | 3   | 70     |
| 4  | Stade Français | 26 | 15 | 1 | 10 | 591 | 576 | +15  | 60 | 54 | 6   | 2   | 70     |
| 5  | Racing Métro   | 26 | 13 | 3 | 10 | 551 | 497 | +54  | 52 | 37 | 3   | 4   | 65     |
| 6  | Oyonnax        | 26 | 14 | 0 | 12 | 514 | 507 | +7   | 37 | 43 | 2   | 4   | 62     |
| 7  | Bordeaux       | 26 | 12 | 0 | 14 | 701 | 578 | +123 | 66 | 45 | 4   | 9   | 61     |
| 8  | Montpellier    | 26 | 11 | 2 | 13 | 537 | 516 | +21  | 44 | 46 | 2   | 5   | 55     |
| 9  | La Rochelle    | 26 | 10 | 5 | 11 | 520 | 659 | –139 | 43 | 67 | 2   | 2   | 54     |
| 10 | Brive          | 26 | 12 | 0 | 14 | 502 | 619 | −117 | 40 | 66 | 3   | 2   | 53     |
| 11 | Grenoble       | 26 | 11 | 0 | 15 | 626 | 735 | –109 | 54 | 70 | 3   | 6   | 53     |
| 12 | Castres        | 26 | 11 | 0 | 15 | 509 | 627 | −118 | 50 | 63 | 4   | 4   | 52     |
| 13 | Bayonne (R)    | 26 | 10 | 1 | 15 | 522 | 548 | −26  | 44 | 46 | 5   | 5   | 52     |
| 14 | Lyon (R)       | 26 | 8  | 1 | 17 | 469 | 630 | −161 | 42 | 58 | 0   | 7   | 41     |

Pts = Puntos totales; PJ = Partidos Jugados; G = Partidos Ganados; E = Partidos Empatados; P = Partidos Perdidos; PF = Puntos a favor; PC = Puntos en contra; Dif = Diferencia de puntos; PBO = Bonus ofensivos; PBD = Bonus defensivos

## Fase Final
|  | Reclasificación | Reclasificación | Reclasificación |                |    | Semifinales | Semifinales | Semifinales |  |   | Final          | Final | Final |  |
|  |                 |                 |                 |                |    |             |             |             |  |   |                |       |       |  |
|  |                 |                 |                 |                |    |             |             |             |  |   |                |       |       |  |
|  |                 |                 |                 |                |    |             |             |             |  |   |                |       |       |  |
|  |                 |                 |                 |                |    |             |             |             |  |   |                |       |       |  |
|  |                 |                 |                 |                |    |             |             |             |  |   |                |       |       |  |
|  |                 | 1               | Toulon          | 16             |    |             |             |             |  |   |                |       |       |  |
|  |                 |                 |                 | 16             |    |             |             |             |  |   |                |       |       |  |
|  |                 |                 | 4               | Stade Français | 33 |             |             |             |  |   |                |       |       |  |
|  | 4               | Stade Français  | 4               | Stade Français | 33 | 38          |             |             |  |   |                |       |       |  |
|  | 4               | Stade Français  |                 |                |    |             |             |             |  |   |                |       |       |  |
|  | 5               | Racing Métro    | 15              |                |    |             |             |             |  |   |                |       |       |  |
|  | 5               | Racing Métro    | 15              |                |    |             |             |             |  | 4 | Stade Français | 12    |       |  |
|  |                 |                 |                 |                |    |             |             |             |  | 4 | Stade Français | 12    |       |  |
|  |                 |                 | 2               | Clermont       | 6  |             |             |             |  |   |                |       |       |  |
|  | 3               | Toulouse        | 2               | Clermont       | 6  | 20          |             |             |  |   |                |       |       |  |
|  | 3               | Toulouse        |                 |                |    |             |             |             |  |   |                |       |       |  |
|  | 6               | Oyonnax         | 19              |                |    |             |             |             |  |   |                |       |       |  |
|  | 6               | Oyonnax         | 19              |                | 2  | Clermont    | 18          |             |  |   |                |       |       |  |
|  |                 |                 |                 |                | 2  | Clermont    | 18          |             |  |   |                |       |       |  |
|  |                 |                 | 3               | Toulouse       | 14 |             |             |             |  |   |                |       |       |  |
|  |                 |                 | 3               | Toulouse       | 14 |             |             |             |  |   |                |       |       |  |
|  |                 |                 |                 |                |    |             |             |             |  |   |                |       |       |  |
|  |                 |                 |                 |                |    |             |             |             |  |   |                |       |       |  |
|  |                 |                 |                 |                |    |             |             |             |  |   |                |       |       |  |
|  |                 |                 |                 |                |    |             |             |             |  |   |                |       |       |  |